# Sheldon van der Linde
Sheldon van der Linde (Johannesburgo; 13 de mayo de 1999) es un piloto de automovilismo sudafricano. Es piloto de BMW desde 2019, y desde entonces compite en el Deutsche Tourenwagen Masters (DTM), siendo campeón de dicha categoría en 2022, y en otros campeonatos junto a la marca.

## Carrera deportiva

### Inicios
Van der Linde comenzó su carrera en el automovilismo a la edad de seis años, compitiendo en karts en su Sudáfrica natal. Continuaría ganando múltiples títulos nacionales antes de ascender a los autos de carreras en 2014. En su primera temporada de carreras de autos, van der Linde ganó el Campeonato de la Copa Polo de Sudáfrica de manera dominante. Volvió a ganar la Copa Volkswagen de Sudáfrica al año siguiente.
Para 2016, van der Linde compitió en la Copa Audi Sport TT, una de las categorías de soporte del Deutsche Tourenwagen Masters. Él tendría un impacto inmediato, ganando las dos carreras de la primera ronda en Hockenheimring. Anotando logrando varios podios, así como dos victorias, Sheldon aseguró el cuarto lugar en su temporada debut. A partir de entonces, ha competido en WeatherTech SportsCar Championship, ADAC GT Masters y Blancpain GT Series.

### DTM

#### Primeros años

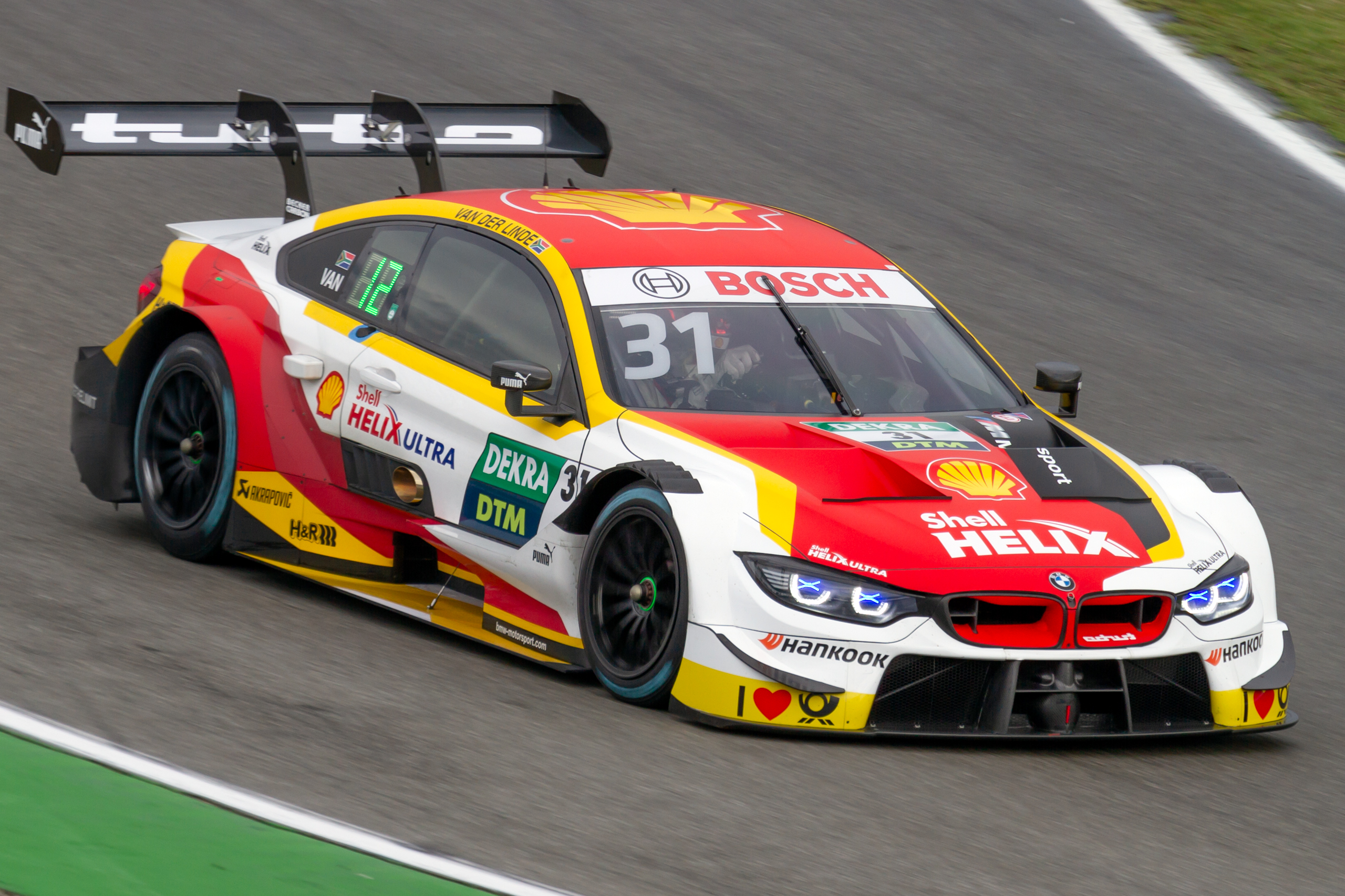
Sheldon van der Linde en DTM, 2019.

En enero de 2019, se anunció que van der Linde manejerá para BMW Team RBM en la temporada 2019 de Deutsche Tourenwagen Masters; convirtiéndolo así en el primer piloto sudafricano en competir en la categoría alemana. Obtuvo una pole position en Zolder y terminó 13.º en la clasificación, 19 puntos detrás de su compañero de equipo Joel Eriksson.
Van der Linde permaneció en RBM durante la temporada 2020, esta vez junto a Philipp Eng. Su temporada comenzó con fuerza, logrando su primer podio en la segunda ronda de la ronda en Lausitzring. El sudafricano siguió ganando la carrera 2 en Assen, una carrera en la que también marcó la vuelta rápida. Una temporada consistente ayudó a Sheldon a quedar sexto en el campeonato, terminando como el segundo mejor piloto de BMW, detrás de Timo Glock.
Para 2021, la primera temporada del DTM que se lleva a cabo bajo las regulaciones Grupo GT3, van der Linde cambió a su socio Glock en Rowe Racing cuando el equipo presentó un par de autos BMW M6 GT3 en lo que resultó ser su única temporada en la serie. En las primeras siete carreras, registró cinco resultados entre los diez primeros. Después de un cuarto puesto en la segunda carrera de la primera ronda en Monza, partió desde la pole position y lideró 21 vueltas en la primera carrera de la segunda ronda en Lausitzring, pero finalmente recibió una penalización de cinco segundos por entrar en boxes, y finalmente acabó en noveno lugar. Después de experimentar su primer retiro de la temporada en la segunda carrera de la cuarta ronda en Nürburgring, también se retiró de las dos carreras de la siguiente ronda en Red Bull Ring. Terminó sexto en la primera carrera de la sexta ronda en Assen, antes de experimentar cuatro retiros consecutivos. Su campaña terminó con un undécimo puesto en el Campeonato de Pilotos, y el cuarto puesto en Monza siguió siendo su mejor resultado en carrera.

#### Título en 2022
Para la temporada 2022, el sudafricano fue elegido para acompañar a Philipp Eng en Schubert Motorsport cuando el equipo ingresó al DTM por primera vez con un par de autos BMW M4 GT3. En la segunda ronda de la temporada en Lausitzring, ganó las dos carreras. Consiguió su tercera victoria de la temporada en la primera carrera de la quinta ronda en Nürburgring, acabando por delante de su hermano, Kelvin, siendo la primera vez que dos hermanos logran el 1-2 en una carrera de DTM. Antes de la ronda final en Hockenheimring, van der Linde estaba once puntos por delante del piloto de Mercedes, Lucas Auer, en la clasificación de pilotos. En la carrera del sábado, que ganó Auer, van der Linde terminó segundo después de comenzar desde el puesto 16 debido a una penalización de diez lugares en la grilla. Llegó a la carrera del domingo dos puntos por delante de Auer en la clasificación, y finalmente ganó su primer título con un tercer puesto, lo que lo puso once puntos por delante del austríaco, que terminó la carrera en séptimo lugar.

#### Años recientes

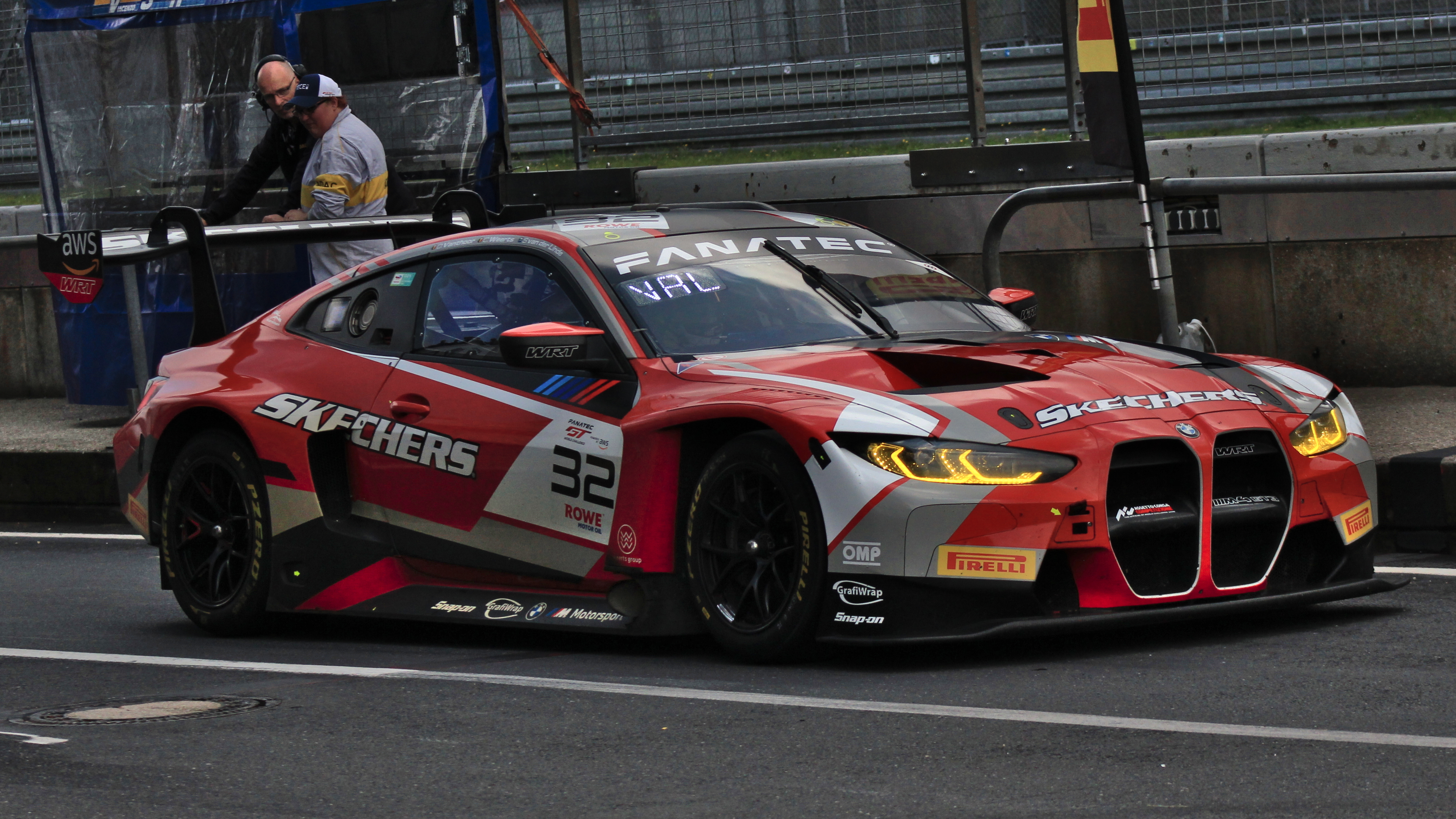
M4 GT3 conducido por Van der Linde en una carrera de GT World Challenge, en 2024.

En las dos siguientes temporadas, seguiría en DTM junto a Schubert, pero no lograría repetir el título. En 2023 fue cuarto, habiendo logrado una victoria en Norisring y algunos podios más, pero en 2024 cayó al sexto puesto final con resultados más discretos.

### Otras categorías
Principalmente desde 2023, Sheldon van der Linde compite en otras categorías a tiempo completo o parcial, además del DTM. Ese año, ganó dos de las cinco carreras de la Intercontinental GT Challenge con un M4 GT3 de WRT e ingresó al programa de LMDh de BMW, disputando sus primeras carreras al mando del BMW M Hybrid V8. En 2024, disputó la temporada completa del Campeonato Mundial de Resistencia junto a René Rast y Robin Frijns, repitiendo en 2025.

## Resumen de carrera
| Temporada | Categoría                                              | Equipo                        | Carreras     | Victorias    | Poles        | VR           | Podios       | Puntos       | Pos.         |
| --------- | ------------------------------------------------------ | ----------------------------- | ------------ | ------------ | ------------ | ------------ | ------------ | ------------ | ------------ |
| 2014      | Campeonato de la Copa Polo de Sudáfrica                | Ferodo Junior Racing Team     | 14           | 4            | 7            | 8            | 12           | 345          | 1.º          |
| 2015      | Copa Volkswagen Sudáfrica                              | Signature Motorsport          | ?            | ?            | ?            | ?            | ?            | ?            | 1.º          |
| 2016      | Copa Audi Sport TT                                     | Audi Sport                    | 14           | 4            | 3            | 3            | 6            | 231          | 4.º          |
| 2017      | TCR BeNeLux Touring Car Championship                   | Comtoyou Racing               | 3            | 1            | 0            | 1            | 2            | 105          | 16.º         |
| 2017      | TCR BeNeLux Touring Car Championship - Junior          | Comtoyou Racing               | 3            | 1            | 0            | 1            | 2            | 55           | 8.º          |
| 2017      | ADAC GT Masters                                        | Aust Motorsport               | 2            | 0            | 0            | 0            | 0            | 20           | 27.º         |
| 2017      | ADAC TCR Germany Touring Car Championship              | AC 1927 Mayen e.V. im ADAC    | 14           | 1            | 0            | 2            | 4            | 315          | 3.º          |
| 2017      | WeatherTech SportsCar Championship - GTD               | Montaplast by Land-Motorsport | 1            | 1            | 0            | 0            | 1            | 36           | 52.º         |
| 2018      | ADAC GT Masters                                        | Montaplast by Land-Motorsport | 14           | 1            | 0            | 0            | 6            | 136          | 2.º          |
| 2018      | WeatherTech SportsCar Championship - GTD               | Montaplast by Land-Motorsport | 4            | 0            | 0            | 1            | 0            | 96           | 22.º         |
| 2018      | Blancpain GT Series Endurance Cup                      | Montaplast by Land-Motorsport | 1            | 0            | 0            | 0            | 1            | 34           | 10.º         |
| 2018      | Blancpain GT Series Endurance Cup                      | Belgian Audi Club Team WRT    | 4            | 0            | 0            | 0            | 0            | 34           | 10.º         |
| 2018      | Blancpain GT Series Sprint Cup                         | Belgian Audi Club Team WRT    | 2            | 0            | 0            | 0            | 0            | 6.5          | 21.º         |
| 2018      | Blancpain GT Series Sprint Cup - Copa Silver           | Belgian Audi Club Team WRT    | 2            | 0            | 1            | 1            | 2            | 22.5         | 10.º         |
| 2019      | Deutsche Tourenwagen Masters                           | BMW Team RBM                  | 18           | 0            | 1            | 0            | 0            | 42           | 13.º         |
| 2019      | Intercontinental GT Challenge                          | BMW Team Schnitzer            | 1            | 0            | 0            | 0            | 0            | 6            | 22.º         |
| 2020      | Deutsche Tourenwagen Masters                           | BMW Team RBM                  | 18           | 1            | 0            | 1            | 1            | 108          | 6.º          |
| 2020      | ADAC GT Masters                                        | Schubert Motorsport           | 2            | 0            | 0            | 0            | 0            | 6            | 39.º         |
| 2020      | Intercontinental GT Challenge                          | Walkenhorst Motorsport        | 1            | 1            | 0            | 0            | 1            | 25           | 10.º         |
| 2021      | Deutsche Tourenwagen Masters                           | Rowe Racing                   | 16           | 0            | 1            | 1            | 0            | 55           | 11.º         |
| 2021      | GT World Challenge Europe Endurance Cup                | Walkenhorst Motorsport        | 3            | 0            | 0            | 0            | 0            | 4            | 28.º         |
| 2022      | Deutsche Tourenwagen Masters                           | Schubert Motorsport           | 16           | 3            | 2            | 2            | 6            | 164          | 1.º          |
| 2022      | IMSA SportsCar Championship - GTD Pro                  | BMW M Team RLL                | 1            | 0            | 0            | 0            | 0            | 238          | 34.º         |
| 2023      | Deutsche Tourenwagen Masters                           | Schubert Motorsport           | 16           | 1            | 1            | 2            | 4            | 151          | 4.º          |
| 2023      | GT World Challenge Europe Endurance Cup                | Team WRT                      | 5            | 0            | 0            | 0            | 0            | 26           | 11.º         |
| 2023      | Intercontinental GT Challenge                          | Team WRT                      | 5            | 2            | 0            | 2            | 2            | 68           | 5.º          |
| 2023      | Copa Mundial de GT de la FIA                           | Team WRT                      |              |              |              |              |              |              | 16.º         |
| 2023      | IMSA SportsCar Championship - GTP                      | BMW M Team RLL                | 3            | 0            | 0            | 0            | 1            | 851          | 13.º         |
| 2023      | 24 Horas de Nürburgring - SP9                          | Rowe Racing                   |              |              |              |              |              |              | 2.º          |
| 2024      | Campeonato Mundial de Resistencia de la FIA - Hypercar | BMW M Team WRT                | 8            | 0            | 0            | 0            | 0            | 10           | 27           |
| 2024      | Intercontinental GT Challenge                          | BMW M Team WRT                | 3            | 2            | 0            | 0            | 2            | 50           | 2.º          |
| 2024      | Intercontinental GT Challenge                          | Rowe Racing                   | 1            | 0            | 0            | 0            | 0            | 50           | 2.º          |
| 2024      | 24 Horas de Nürburgring - SP9                          | Rowe Racing                   |              |              |              |              |              |              | DNF          |
| 2024      | IMSA SportsCar Championship - GTD Pro                  | Paul Miller Racing            | 1            | 0            | 0            | 1            | 1            | 319          | 32           |
| 2024      | Deutsche Tourenwagen Masters                           | Schubert Motorsport           | 16           | 1            | 0            | 0            | 1            | 142          | 6            |
| 2024      | GT World Challenge Europe Endurance Cup                | Team WRT                      | 5            | 0            | 0            | 0            | 2            | 48           | 7            |
| 2024      | GT World Challenge America - Pro                       | Team WRT                      | 1            | 1            | 1            | 1            | 1            | -            | NC           |
| 2024      | Copa Mundial de GT de la FIA                           | Team WRT                      |              |              |              |              |              |              | 3.º          |
| 2025      | IMSA SportsCar Championship - GTP                      | BMW M Team RLL                | Disputándose | Disputándose | Disputándose | Disputándose | Disputándose | Disputándose | Disputándose |
| 2025      | Intercontinental GT Challenge                          | Team WRT                      | Disputándose | Disputándose | Disputándose | Disputándose | Disputándose | Disputándose | Disputándose |
| 2025      | Campeonato Mundial de Resistencia de la FIA - Hypercar | BMW M Team WRT                | Disputándose | Disputándose | Disputándose | Disputándose | Disputándose | Disputándose | Disputándose |
| Fuente:   |                                                        |                               |              |              |              |              |              |              |              |

## Resultados

### Deutsche Tourenwagen Masters
(Clave) (negrita indica pole position) (cursiva indica vuelta rápida)

| Año     | Escudería           | Automóvil        | 1         | 2        | 3        | 4        | 5        | 6        | 7         | 8         | 9         | 10        | 11       | 12        | 13        | 14        | 15        | 16       | 17       | 18       | Pos. | Puntos |
| ------- | ------------------- | ---------------- | --------- | -------- | -------- | -------- | -------- | -------- | --------- | --------- | --------- | --------- | -------- | --------- | --------- | --------- | --------- | -------- | -------- | -------- | ---- | ------ |
| 2019    | BMW Team RBM        | BMW M4 Turbo DTM | HOC 1 6   | HOC 2 14 | ZOL 1 11 | ZOL 2 5  | MIS 1 9  | MIS 2 9  | NOR 1 Ret | NOR 2 Ret | ASS 1 10  | ASS 2 15  | BRH 1 8  | BRH 2 7   | LAU 1 16  | LAU 2 11  | NÜR 1 7   | NÜR 2 16 | HOC 1 16 | HOC 2 13 | 13.º | 42     |
| 2020    | BMW Team RBM        | BMW M4 Turbo DTM | SPA 1 15  | SPA 2 6  | LAU 1 2  | LAU 2 15 | LAU 1 9  | LAU 2 10 | ASS 1 7   | ASS 2 1   | NÜR 1 8   | NÜR 2 6   | NÜR 1 8  | NÜR 2 4   | ZOL 1 6   | ZOL 2 10  | ZOL 1 13  | ZOL 2 7  | HOC 1 10 | HOC 2 9  | 6.º  | 108    |
| 2021    | ROWE Racing         | BMW M6 GT3       | MNZ 1 11  | MNZ 2 4  | LAU 1 9  | LAU 2 5  | ZOL 1 16 | ZOL 2 7  | NÜR 1 6   | NÜR 2 Ret | RBR 1 Ret | RBR 2 Ret | ASS 1 6  | ASS 2 Ret | HOC 1 Ret | HOC 2 Ret | NOR 1 Ret | NOR 2 16 |          |          | 11.º | 55     |
| 2022    | Schubert Motorsport | BMW M4 GT3       | ALG 1 7   | ALG 2 8  | LAU 1    | LAU 2 1  | IMO 1 8  | IMO 2 5  | NOR 1 Ret | NOR 2 15  | NÜR 1     | NÜR 2 9   | SPA 1 12 | SPA 2     | RBR 1 11  | RBR 2 11  | HOC 1 2   | HOC 2 3  |          |          | 1.º  | 164    |
| 2023    | Schubert Motorsport | BMW M4 GT3       | OSC 1 Ret | OSC 2 11 | ZAN 1 2  | ZAN 2 10 | NOR 1    | NOR 2 3  | NÜR 1 7   | NÜR 2 17  | LAU 1 5   | LAU 2 13  | SAC 1 6  | SAC 2 Ret | RBR 1 13  | RBR 2     | HOC 1 20  | HOC 2 4  |          |          | 4.º  | 151    |
| 2024    | Schubert Motorsport | BMW M4 GT3       | OSC 1 4   | OSC 2 6  | LAU 1 6  | LAU 2 8  | ZAN 1 6  | ZAN 2 8  | NOR 1 7   | NOR 2 14  | NÜR 1 13  | NÜR 2 1   | SAC 1 9  | SAC 2 8   | RBR 1 11  | RBR 2 6   | HOC 1 11  | HOC 2 9  |          |          | 6.º  | 142    |
| Fuente: |                     |                  |           |          |          |          |          |          |           |           |           |           |          |           |           |           |           |          |          |          |      |        |